# قيس عبد الحسين الياسري
قيس عبد الحسين عزيز الياسري (1941 - 26 مايو 2019) إعلامي وأستاذ جامعي وشاعر عراقي. ولد في قرية الخيرات من منطقة الهندية في محافظة بابل. حصل على إجازة في الصحافة من كليّة الآداب في جامعة بغداد عام 1972 ثمّ ماجستير الإعلام من كليّة الإعلام في جامعة القاهرة في 1976، ثم دكتوراه في الصحافة من جامعة وارسو عام 1986. عمل في وكالة الأنباء العراقية ثم في كليّة الآداب أستاذاً في قسم الإعلام. له ديوان شعر بعنوان أولويات الحزن والفرح وعدد من الكتب المتخصصة في الصحافة. توفي في بغداد.

## سيرته
ولد قيس عبد الحسين عزيز الياسري سنة 1360 هـ/ 1941 م في قرية الخيرات بقضاء الهندية من محافظة بابل - محافظة كربلاء حالياً. حصل على بكالوريوس الصحافة من كلية الآداب بجامعة بغداد 1972، وماجستير الإعلام من كلية الإعلام بجامعة القاهرة 1976، ودكتوراه الصحافة من جامعة وارشو، بولونيا 1986. 

عمل في الصحافة محرراً ورئيس محررين وفي وكالة الأنباء العراقية منذ 1960 وحتى 1978. عمل أستاذاً مساعداً لمادة التحرير الصحفي في قسم الإعلام بكلية الآداب.

عمل في كلية الآداب جامعة بغداد وغادر العراق وعمل في جامعة الفاتح في ليبيا 14 عاما عاد بعد السقوط إلى العراق وعمل في جامعة أهل البيت كربلاء.

بدأ كتابة الشعر هام 1956 ونشر أولى قصائده عام 1959، ووالى نشر الكثير من قصائده ومقالاته النقدية والثقافية خلال الستينيات والسبعينيات. 

توفي في 26 مايو 2019 / 22 رمضان 1440 في بغداد.

## مؤلفاته
- أولويات الحزن والفرح، ديوان شعر، 1970
- الصحافة العراقية والحركة الوطنية:من نهاية الحرب العالمية الثانية حتى ثورة 14 تموز 1958
- الخبر الصحفي:دراسة نظرة وتطبيقية
- المقابلة والتحقيق الصحفي
- الفنون الصحفية